# Estresse crônico
Estresse crônico é a resposta à pressão emocional sofrida durante um período prolongado de tempo no qual um indivíduo percebe que tem pouco ou nenhum controle. Envolve uma resposta do sistema endócrino no qual corticosteroides são liberados. Embora os efeitos imediatos dos hormônios do estresse sejam benéficos em uma determinada situação de curto prazo, a exposição a longo prazo ao estresse cria um nível elevado desses hormônios. Isso pode levar a hipertensão arterial (e, subsequentemente, doença cardíaca), danos ao tecido muscular, inibição do crescimento, supressão do sistema imunológico e danos à saúde mental.

## Desenvolvimento histórico
Hans Selye (1907–1982), conhecido como o “pai do estresse", é creditado com primeiro estudo e identificação do estresse. Ele estudou efeitos de estresse sujeitando ratos de laboratório a vários fatores físicos estressores antígenos e ambientais, incluindo excesso de exercício, inanição e temperaturas extremas. Ele determinou que, independentemente do tipo de estresse, os ratos exibiram efeitos físicos semelhantes, incluindo deterioração da glândula timo e o desenvolvimento de úlceras.  Selye então desenvolveu sua teoria da síndrome adaptatíva (GAS, general adaptive syndrome) em 1936, conhecida hoje como "resposta ao estresse". Ele concluiu que os seres humanos expostos a estresse prolongado também podem experimentar colapso do sistema hormonal e subsequentemente desenvolver condições como doença cardíaca e elevação da pressão arterial.. Selye considerou estas condições como "doenças de adaptação", ou efeitos do estresse crônico causado pelo aumento dos níveis hormonal e químico. Sua pesquisa sobre a reação ao estresse agudo e as respostas de estresse crônico introduziram o estresse ao campo médico.

## Fisiologia
Os animais expostos a eventos angustiantes sobre os quais não têm controle respondem liberando corticosteroides. O ramo simpático do sistema nervoso é ativado, também liberando epinefrina e norepinefrina.
O estresse tem um papel nos seres humanos como um método de reagir a situações difíceis e possivelmente perigosas. A resposta “lutar ou fugir” quando se percebe uma ameaça ajuda o corpo a exercer energia para lutar ou fugir para viver outro dia. Esta resposta é perceptível quando as glândulas adrenais liberam epinefrina, fazendo com que os vasos sanguíneos se contraiam e a frequência cardíaca aumente. Além disso, o cortisol é outro hormônio que é liberado sob estresse e sua finalidade é aumentar o nível de glicose no sangue. A glicose é a principal fonte de energia para as células humanas e seu aumento durante o tempo de estresse é com a finalidade de ter energia prontamente disponível para as células mais ativas.
O estresse crônico também é conhecido por estar associado a uma perda de telômeros na maioria mas não em todos os estudos.